# Resonant-cavity light emitting diode
Die resonant-cavity light emitting diode (RCLED oder RC-LED, englisch, dt. »Leuchtdiode mit optischem Resonator«) ist eine Form von Leuchtdioden.

## Funktionsweise
Das Wirkprinzip ist ähnlich einem Oberflächenemitter (VCSEL von englisch vertical-cavity surface-emitting laser), nur dass es hier nicht zur stimulierten Emission kommt, sondern lediglich die spontane Emission senkrecht zur Oberfläche verstärkt wird. Das erhöht die Effizienz der Einkopplung des Lichtes in Lichtwellenleiter im Vergleich zu konventionellen LEDs.
Hauptsächliche Anwendung liegt in der bordgestützten Datenkommunikation für Automobile und in der Avionik. Es werden RCLEDs aus InGaP mit einer Emissionswellenlänge von 650 nm verwendet, einem Absorptionsminimum von PMMA-Kunststofffasern. Hauptvorteile gegenüber herkömmlichen Kupferkabeln sind die Gewichtsreduktion und Unempfindlichkeit gegenüber Störsignalen bei vergleichbaren Datenraten.